# Frühmesser
Als Frühmesser, Frühmessherr oder Primissar (lateinisch Primissarius) wurde ein katholischer Priester bezeichnet, der als Inhaber einer aus Stiftungserträgen finanzierten Pfründe (eines Benefiziums) zum regelmäßigen Zelebrieren der heiligen Messe am frühen Morgen vor Arbeitsbeginn der Bevölkerung verpflichtet war. Die Bezeichnung ist heute nicht mehr üblich.
Mancherorts gehörte ein eigenes Wohnhaus für den Frühmesser zur Pfründe, das Frühmesshaus oder Primissariat, siehe z. B. das Frühmesshaus Bartholomäberg und das Primissariat Harsum.
Der Begriff des Frühmessers ist nicht zu verwechseln mit dem Mes(s)ner oder Mes(s)mer, der Bezeichnung für einen Küster im süddeutschen Raum und in Österreich.
Eine Entsprechung des Frühmessers im protestantischen Bereich ist der Frühprediger, der die Frühpredigt oder Frühlehre beim Frühgottesdienst hält. Auch diese Bezeichnung ist in der ursprünglichen Bedeutung heute nicht mehr üblich. Stellenweise existiert Frühprediger als traditionelle Amtsbezeichnung innerhalb einer Kirchengemeinde fort, zum Beispiel an der Stiftskirche Tübingen.